# IBM 1410

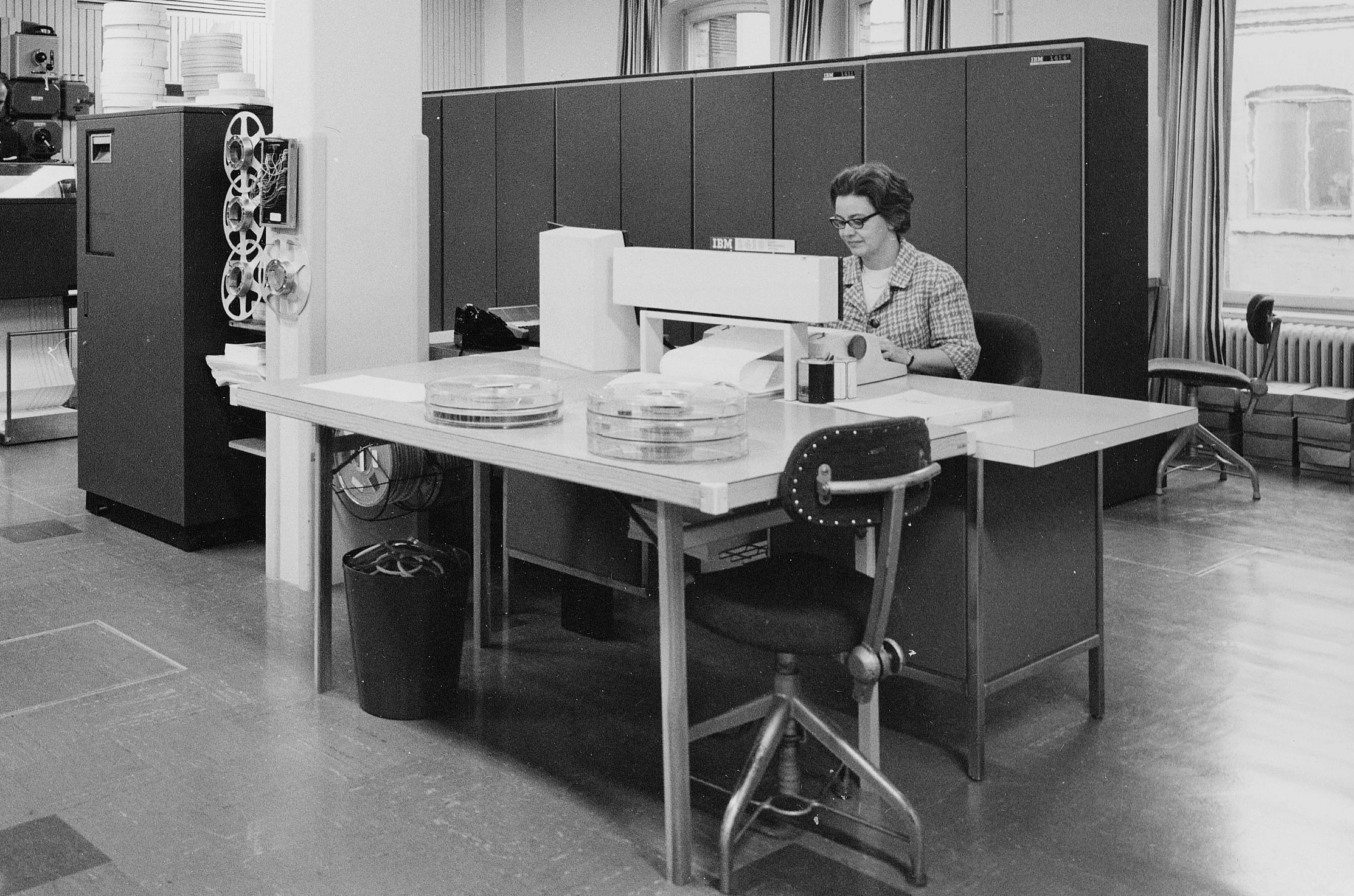
Sistema EDB del tipo IBM 1410. Postgirot, como primera empresa del país, equipó su planta con un lector óptico IBM 1418, que permite escanear ópticamente, entre otras cosas, determinadas tarjetas de pago.

El IBM 1410, un miembro de la serie IBM 1400, fue un computador decimal con palabra de longitud variable anunciado por IBM el 12 de septiembre de 1960 y comercializado como una "computadora de oficina" de rango medio. Fue descatalogado el 30 de marzo de 1970. El 1410 era similar en diseño al muy popular IBM 1401, pero tenía una gran diferencia. Las direcciones eran de 5 caracteres de largo, lo que permitía manejar una memoria hasta 80.000 caracteres, mucho más que los 16.000 que permitían las direcciones de 3 caracteres del 1401. Sin embargo, el 1410 permitía trabajar en un modo llamado "emulación 1401", uno de los primeros ejemplos de virtualización.